# Schlagintweitia
Schlagintweitia é um género de plantas com flores pertencentes à família Asteraceae.
A sua área de distribuição nativa encontra-se na Europa.
Espécies:
- Schlagintweitia chamaepicris (Arv.-Touv.) Greuter
- Schlagintweitia huteri (Hausm. ex Bamb.) Gottschl. & Greuter
- Schlagintweitia intybacea Griseb.